# Guácharo
O guácharo (Steatornis caripensis), conhecido também como pássaro-oleoso e ave-das-cavernas, é uma espécie de ave encontrada no norte da América do Sul e na ilha caribenha de Trindade. É a única espécie do gênero Steatornis, da família Steatornithidae e da ordem Steatornithiformes. Nidificando em colônias em cavernas, os guácharos são noturnos e se alimentam de frutos. São as únicas aves frugívoras noturnas do mundo. Forrageiam durante a noite, com visão especialmente adaptada. No entanto, usam ecolocalização para se orientarem durante o voo, de forma parecida com os morcegos, uma das poucas aves conhecidas que o fazem. Produzem sons extremamente agudos com cerca de 2 kHz.

## Taxonomia e etimologia

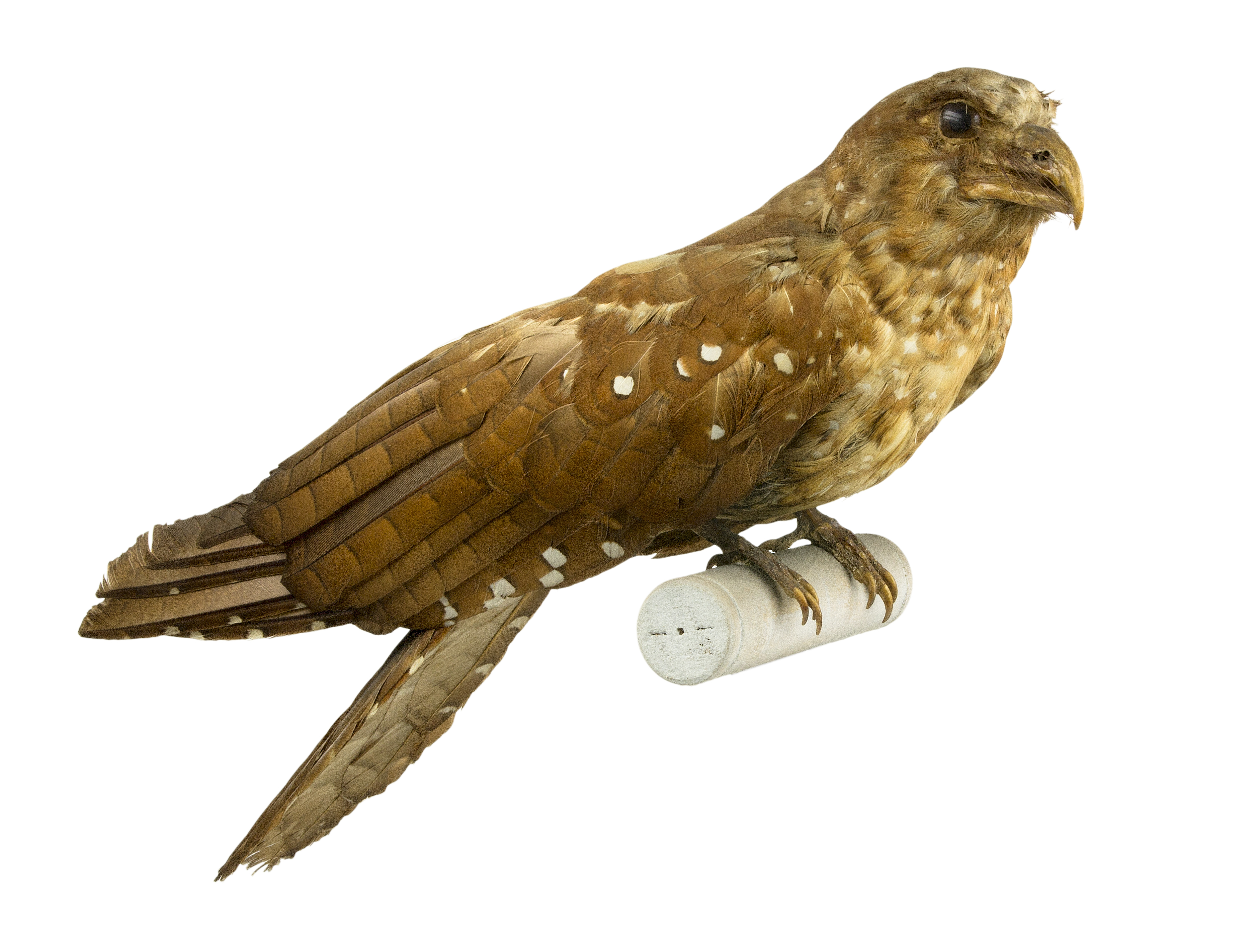
Steatornis caripensis taxidermizado - MHNT

Guácharos são próximos dos caprimulgídeos e eram anteriormente colocados na ordem Caprimulgiformes. No entanto, os caprimulgídeos são insetívoros, enquanto o guácharo é restritamente frugívoro, e é suficientemente distinto dos mesmos para ser colocado em uma família (Steatornithidae) e subordem (Steatornithes) própria. Algumas pesquisas recentes indicam que a espécie deve ser colocada numa ordem distinta (Steatornithiformes).
O nome específico caripensis significa "do Caripe", e o nome genérico Steatornis significa "pássaro gordo", em referência ao tamanho dos filhotes, que são demasiadamente gordos. Os termos guácharo e tayo também são usados em países falantes de espanhol, ambos sendo de origem indígena. Em Trindade, era chamado pelos locais de diablotin (do francês; que significa "pequeno diabo"), presumivelmente referindo-se aos seus altos gritos, que foram comparados aos de "pessoas sendo torturadas no inferno". O nome comum "pássaro-oleoso" (do inglês oilbird) vem do fato de que no passado os filhotes eram capturados e fervidos para produzir óleo.
O nome guácharo foi selecionado como nome vernáculo técnico para a espécie pelo Comitê Brasileiro de Registros Ornitológicos (CBRO) em 2021.
Os registros fósseis da família sugerem que já foram uma vez mais amplamente distribuídos ao redor do globo. O primeiro fóssil de Steatornithidae foi descrito por Storrs Olson em 1987 a partir de um espécie fossilizado encontrado na Formação Green River em Wyoming. A espécie foi denominada de Prefica nivea, e provavelmente não era adaptada à voos pairados ou a viver em cavernas, ao contrário do guácharo. Algumas das plantas das mesmas famílias e gêneros quais os guácharos se alimentam atualmente também foram encontradas fossilizadas na Formação Green River, sugerindo que as espécies pré-históricas podem ter tido uma alimentação parecida ao moderno guácharo. Outra espécie do Eoceno Superior foi descoberta na França.

## Descrição
Esta é uma ave grande, com 40–49 cm de comprimento, e uma envergadura de 95 cm. Tem um bico achatado, em forma de gancho, envoltado por cerdas rictais castanhas de até 5 centímetros de comprimento, que se assemelham a um bigode. O adulto pesa entre 350-475 g, mas os filhotes podem pesar consideravelmente mais, até 600 gramas quando seus pais os alimentam bem. As penas dos guácharos são macias e leves assim como as de muitas outras aves noturnas, mas não tão macias quanto as das corujas ou noitibós, pois não necessitam ser silenciosos, uma vez que não são predadores, diferentemente dessas outras aves. O guácharo é principalmente marrom-avermelhado com manchas brancas na nuca e asas. A garganta, barriga e peito são cor de canela com manchas brancas, essas manchas começam pequenas na garganta e aumentam no resto do corpo. As penas rígidas da cauda são de um rico marrom barrado de branco.
Os tarsos rosados levemente pálidos são pequenos e quase inúteis, usados apenas para agarrar-se a superfícies verticais. As longas asas evoluíram para torná-lo capaz de pairar e voar em torção, o que lhe permite percorrer por áreas estreitas de cavernas. Por exemplo, as asas têm ranhuras em suas extremidades, assim como nos urubus (Cathartidae), que serve para reduzir a velocidade de estol, e as asas têm uma baixa proporção e baixa carga alar, tudo para tornar o pássaro capaz de voar em baixas velocidades.
Os olhos dos guácharos são altamente adaptados ao forrageamento noturno. Os olhos são pequenos, mas as pupilas são relativamente grandes, permitindo a maior capacidade de captação de luz de qualquer ave (número f de 1,07). A retina é dominada por bastonetes, 1.000.000 bastonetes por mm 2, a maior densidade de qualquer olho entre os vertebrados, que são organizados em camadas, um arranjo que é único entre as aves, mas também é compartilhado por peixes abissais. Guácharos possuem um número baixo de células de cone, e todo o arranjo permite que capturem mais luz em condições de baixa luminosidade, o que causa uma visão ruim à luz do dia.
Embora tenham uma visão especialmente adaptada, estão entre as poucas aves conhecidas à usarem ecolocalização em condições de luz suficientemente fracas, usando uma série de sons audíveis para esse fim. As únicas outras aves conhecidas por fazer isso são algumas espécies de andorinhões (Apodidae).
Além dos sons usados para a ecolocalização, os guácharos também produzem uma variedade de gritos ásperos enquanto estão em suas cavernas. Entrar em uma caverna com uma luz especialmente provoca esses chamados estridentes; também podem ser ouvidos ao entardecer, antes das atividades noturnas.

## Distribuição e habitat

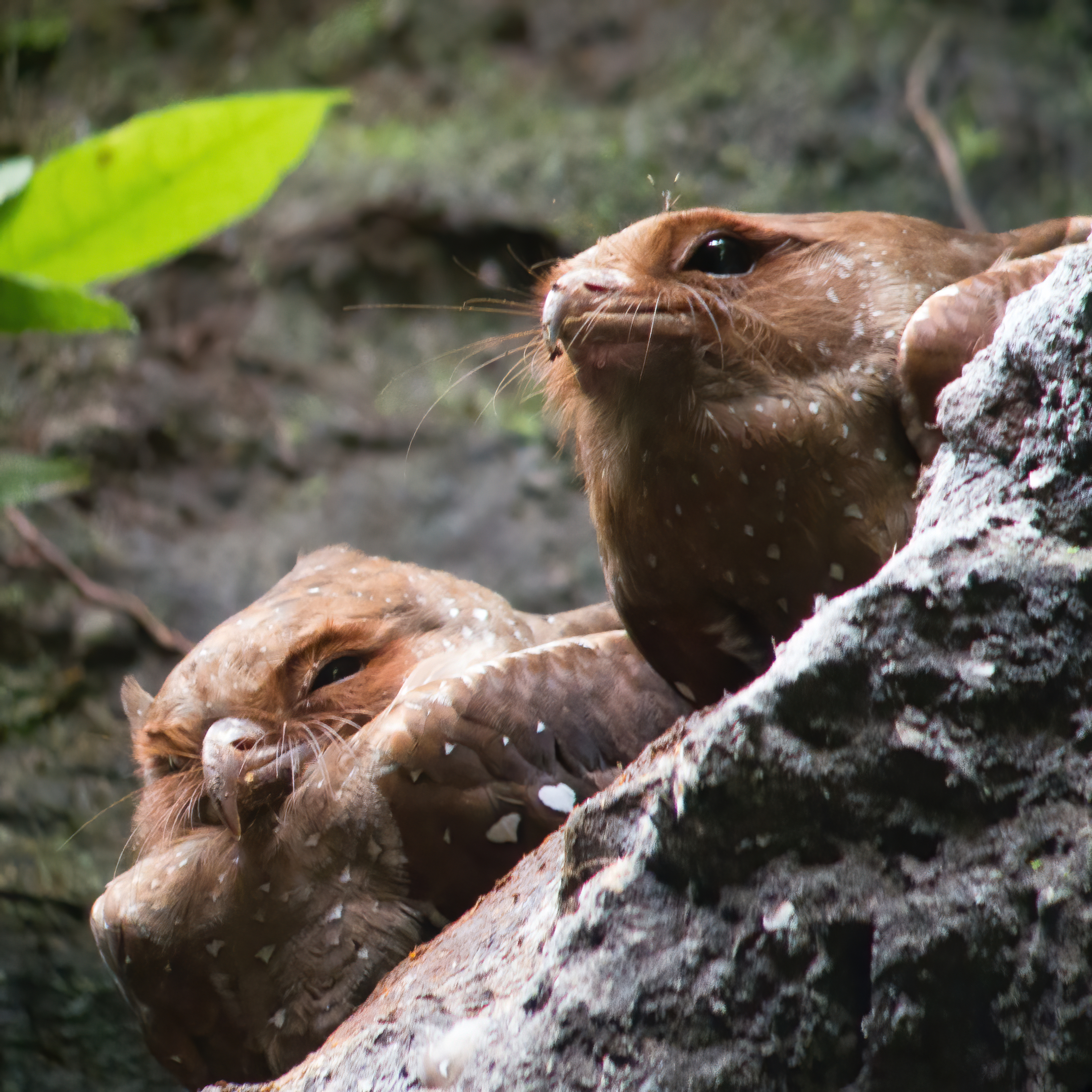
Guácharos descansando na borda de uma caverna aberta no Equador

Ocorre localmente da Guiana e da ilha de Trindade à Venezuela, Colômbia, Equador, Peru, Bolívia e Brasil. Variam do nível do mar até 3.400 m. A espécie tem requisitos de habitat altamente específicos, necessitando tanto de cavernas para se reproduzir e dormir, quanto de florestas contendo árvores frutíferas. Onde as cavernas adequadas estão ausentes, se empoleiram e se reproduzem em desfiladeiros estreitos e grutas com paredões rochosos adequados.
Uma colônia descoberta no Equador abrigava uma população de cem aves em um desfiladeiro protegido por vegetação. Algumas cavernas e desfiladeiros menores são usados apenas para empoleirar-se. Embora fosse pensado que os guácharos sempre ou quase sempre empoleiravam-se em cavernas, desfiladeiros ou ravinas, pesquisadores que usaram de rastreadores GPS em indivíduos fora de reprodução descobriram que essas aves se empoleiram regularmente em galhos de árvores no meio de florestas densas. No Brasil o guácharo ocorre no extremo norte, apenas no norte de Roraima e no noroeste do Amazonas.
É um migrante sazonal em algumas áreas de sua distribuição, saindo de suas cavernas de reprodução em busca de árvores frutíferas. Já foram registrados como vagantes raros na Costa Rica, Panamá e Aruba. A Cueva del Guácharo (Caverna do Guácharo), localizada no distrito montanhoso de Caripe, no norte de Monagas, Venezuela, é onde Alexander von Humboldt descreveu essa espécie pela primeira vez.

## Comportamento e ecologia

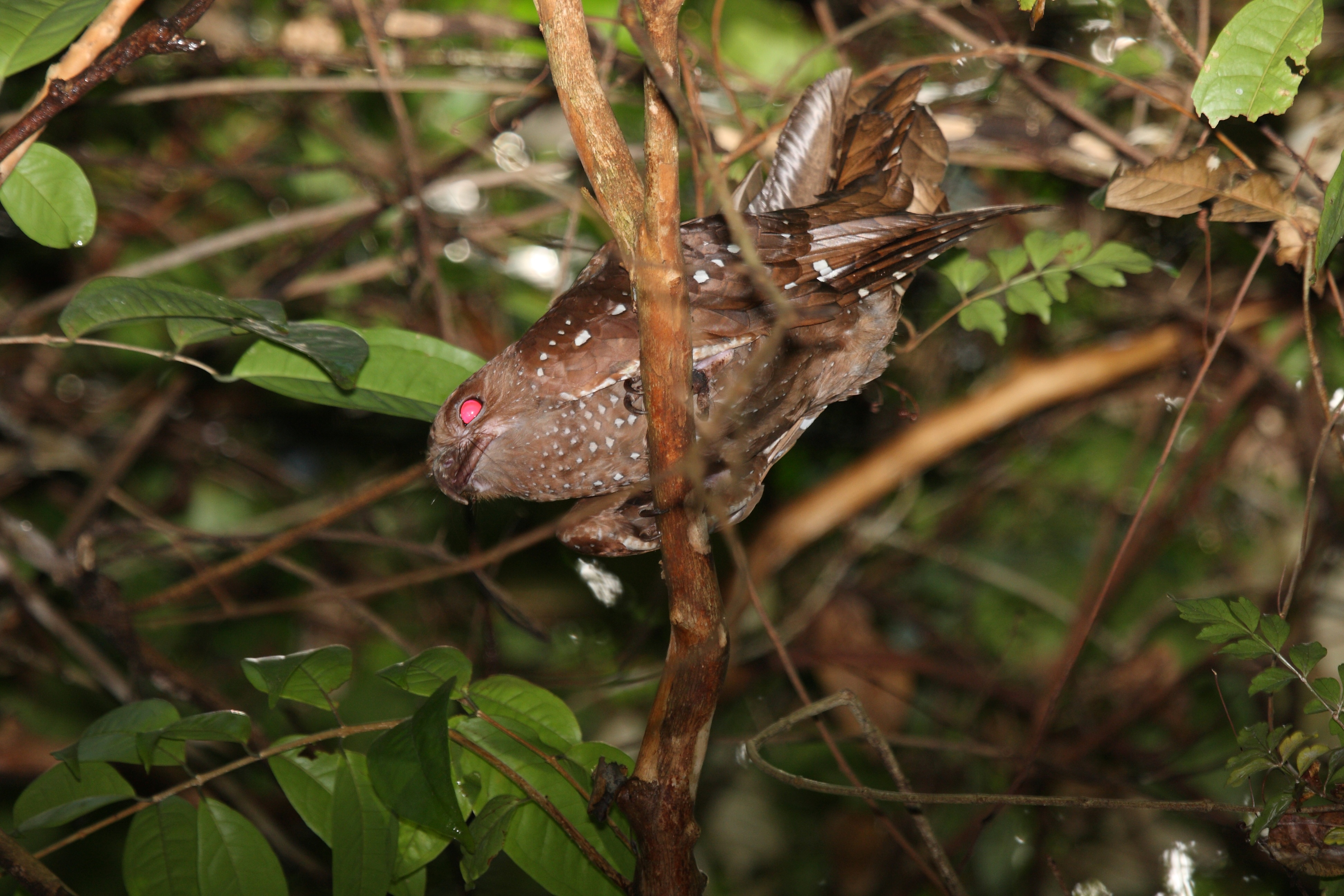
O curioso hábito de empoleiravar-se em árvores foi descoberto apenas recentemente por cientistas

Guácharos são noturnos. Durante o dia, descansam nas bordas das cavernas e saem à noite para buscar frutas. Antigamente pensava-se que só empoleiravam-se em cavernas e que nunca viam a luz do dia, mas estudos recentes usando GPS descobriram que indivíduos não reprodutores só empoleiravam em cavernas ou outros abrigos rochosos uma noite em três, as outras noites empoleiravam-se em árvores.
Os cientistas responsáveis pela descoberta também descobriram que os indivíduos empoleirados em cavernas eram altamente ativos durante a noite, enquanto os indivíduos empoleirados na floresta eram muito menos ativos. Foi levantada a hipótese de que cada ambiente carregava custos; pássaros empoleirados na floresta eram mais vulneráveis a predadores e pássaros empoleirados em cavernas gastavam energia considerável competindo com rivais e defendendo ninhos e territórios.

### Reprodução

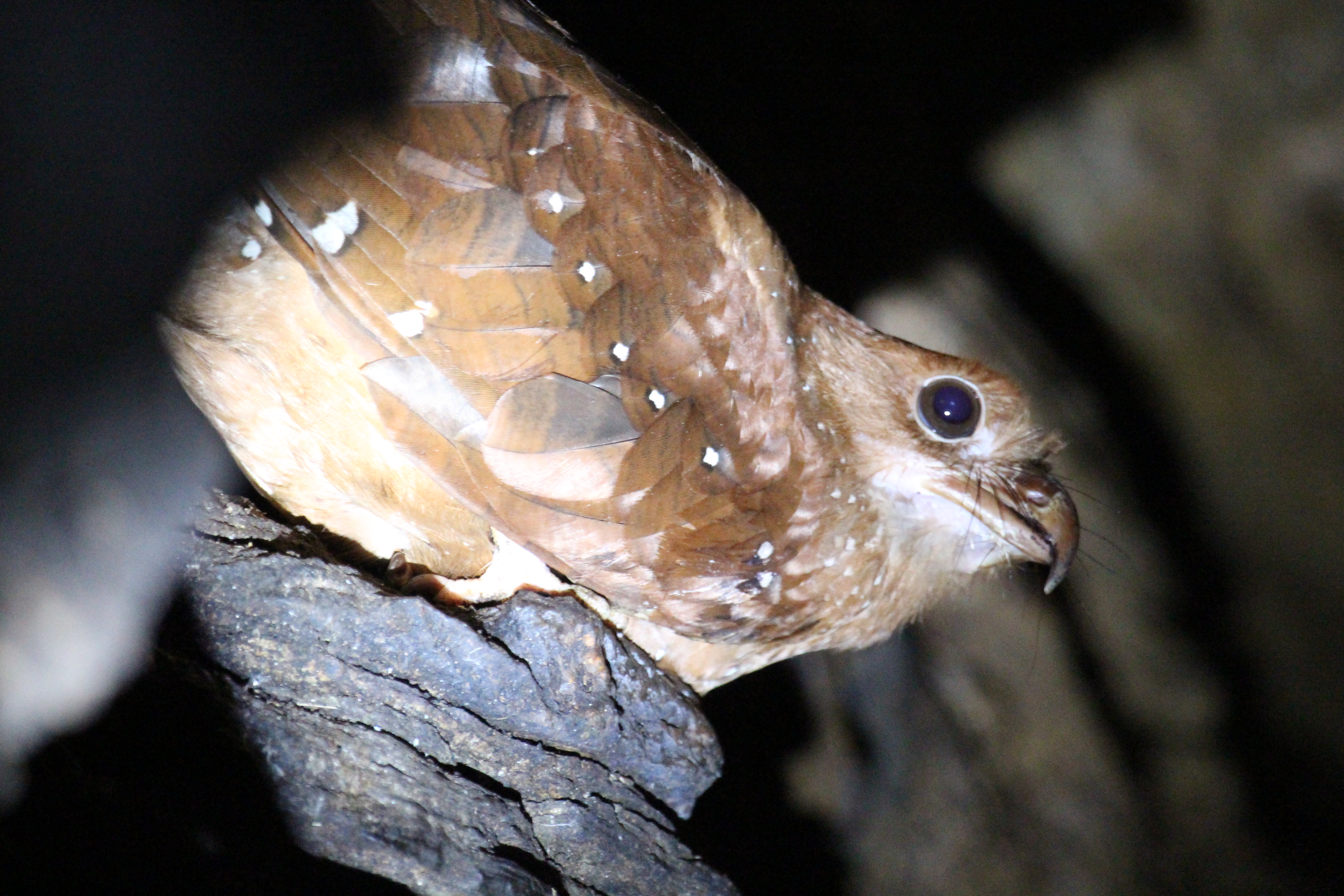
Guácharo em atividade numa grande caverna

Nidificam em colônias dentro de cavernas. O ninho é feito com um monte de excrementos, geralmente acima da água—como um riacho ou lago—no qual são postos 2 a 4 ovos brancos, que logo ficam manchados de marrom. Estes são arredondados, mas com uma extremidade menor distintamente pontiaguda e média de 41,2 milímetros por 33,2 milímetros. Os filhotes ficam muito gordos antes de empenar, pesando cerca de um terço a mais do que os adultos.

## Estado e conservação
A Caverna do Guácharo foi o primeiro monumento nacional da Venezuela e é a área central de um parque nacional; de acordo com algumas estimativas, pode haver 15.000 ou mais aves vivendo lá. A Colômbia também tem um parque nacional com o nome de Cueva de los Guácharos, perto da fronteira sul com o Equador. Guácharos foram relatados em vários outros lugares ao longo da cadeia montanhosa andina, incluindo perto da Cueva de los Tayos no Equador e também no Brasil. São conhecidos por habitar até o sul do Parque Nacional Carrasco, na Bolívia. A Caverna Dunston, no Centro Natural Asa Wright em Trindade, é o lar de cerca de 200 casais. A espécie é classificada como 'pouco preocupante' pela Lista Vermelha da IUCN em outubro de 2016, apesar de uma população decrescente.

## Sítios externos
- Cueva del Guácharo (ShowCaves)
- Oilbird videos, photos & sounds on the Internet Bird Collection
- The oilbird's visual acuity
- Caripe.net – La Puerta de Entrada (em castelhano)
- Oilbird Caves of Trinidad Accessed 30 March 2011
- «Finding the cave-dwelling Oilbird!». YouTube. Toledo Zoo. 7 de agosto de 2015. Cópia arquivada em 12 de dezembro de 2021
- «Oilbird». YouTube. American Bird Conservancy. 10 de agosto de 2018. Cópia arquivada em 12 de dezembro de 2021